# Винтер, Фредерик (футболист)
Фредерик Франк Винтер (дат. Frederik Franck Winther; род. 4 января 2001, Дания) — датский футболист, защитник шведского клуба «Хаммарбю».

## Клубная карьера
Винтер — воспитанник клубов Б-1903 и «Люнгбю». 20 марта 2019 года в матче против «Силькеборга» он дебютировал в Первом дивизионе Дании в составе последних. По итогам сезона Фредрик помог клубу выйти в элиту. 14 июля в матче против «Ольборга» он дебютировал в датской Суперлиге. В 2020 году Винтер перешёл в немецкий «Аугсбург», но ещё на полгода на правах аренды остаётся в «Люнгбю». 24 мая 2021 года в поединке против «Вайле» Фредерик забил свой первый гол за клуб. По окончании аренды он вернулся в «Аугсбург». 27 ноября в матче против берлинской «Герты» он дебютировал в Бундеслиге.